# Franz Wilhelm von Ditfurth
Franz Wilhelm von Ditfurth, född 7 oktober 1801 i Gut Dankersen vid Rinteln, Hessen, död 25 maj 1880 i Nürnberg, var en tysk friherre, sångare och folkviseutgivare. 
Ditfurth studerade först juridik, men leddes av Ludwig Spohr och andra in på musikens studium. Därifrån övergick han till folkvisestudiet och blev en av Tysklands outtröttligaste samlare av folklyrik. Han utgav ett stort antal sångsamlingar, bland annat 100 historische Volkslieder des preußischen Heeres von 1675-1866 (1869) och Historische Volks- und volkstümliche Lieder des Krieges von 1870/71 (1871–72). Efter hans död utkom ytterligare Die historisch-politischen Volkslieder des dreißigjährigen Krieges (1882).